# Biskira
Biskira (arab.: بسكرة; fr.: Biskra) – miasto w północno-wschodniej Algierii, stolica administracyjna prowincji Biskira, u podnóża masywu Dżabal al-Aurus. Około 228 tys. mieszkańców.
W starożytności rzymskie miasto Vescera, położone na skrzyżowaniu szlaków karawan prowadzących z Sahary do Oceanu Atlantyckiego.

## W kulturze
Biskira jest głównym miejscem akcji powieści Immoralista André Gide'a z 1902 roku i poematu prozą Pokarmy ziemskie z 1897 roku tego pisarza. Odwiedził on miasto w 1895 roku, spędzając tam dwa tygodnie od 31 stycznia z lordem Alfredem Douglasem, po spotkaniu z Oscarem Wilde'em w Blidzie i Algierze.
Diana Mayo, bohaterka bestsellerowej powieści Szejk Edith Maude Hull z 1919 roku i filmu Szejk, rozpoczyna podróż na pustynię z Biskiry, ukazanej jako kosmopolityczna oaza.
Węgierski kompozytor Béla Bartók zbierał tradycyjną muzykę w Biskirze w 1913 roku.

## Sport
W 1934 roku w mieście założony został klub piłkarski US Biskra.

## Miasta partnerskie
- Doha
- Maubeuge
- Tourcoing